# Мухаммад ибн Али аль-Идриси
Сейид Мухаммад ибн Али аль-Идриси (араб. محمد بن علي الإدريسي‎; 1876 — 1923) — арабский государственный и военный деятель, основатель династии Идрисидов, основатель и первый правитель эмирата Асир (1907—1923).

## Биография
Родился в области Сабья (ныне часть территории королевства Саудовская Аравия). Потомок марокканских Идрисидов. Он был внуком Сейида Ахмеда аль-Идриси родом из Феса, который был главой религиозного братства (тарикат) в Мекке и который приобрёл землю в Сабье, поселился там и умер в 1837 году. Потомки Сейида Ахмеда, по всей видимости, на протяжении XIX века увеличили своё богатство и влияние и постепенно вытеснили правивший до них шерифский клан Ариш Абу.
Сейид Мухаммад получил образование частично в университете Аль-Азхар и частично в ордене Сенусси в Куфре, а впоследствии прожил некоторое время в Судане, на острове Арго. По возвращении в Асир его главной целью было сделать этот регион независимым от Османской империи. С 1907 года правил в Асире. В 1909 году арабские племена Асира, возглавленные Мухаммедом аль-Идриси, подняли антитурецкое восстание, подавленное в 1911 году. Во время итало-турецкой войны (1911—1912) в своей борьбе против турок и соседних аравийских князей опирался на помощь Италии, затем — Англии. Он поддержал Великобританию в Первой мировой войне и заручился поддержкой британского резидента в Адене. 30 апреля 1915 года Идриси заключил с Англией соглашение, поставившее Асир под английский контроль и предусматривавшее ведение Идриси активных военных действий против турок. В результате антитурецкого восстания, начавшегося в июле 1916 года, к середине 1917 года почти вся территория Асира была освобождена от турецких войск (последние турецкие гарнизоны покинули Асир после Мудросского перемирия 1918 года). Англичане признали Идриси эмиром Асира, стремясь использовать его в борьбе против Йемена. Постепенно он расширил свою политическую власть на район Михлаф в Йемене и на большую часть Тихамы, контролируя также некоторые племена за этими пределами. В 1919 году занял йеменскую Тихаму и содействовал английской политике изоляции Йемена.
Вплоть до его смерти в 1923 году Асир сохранял политическую самостоятельность. После его смерти Идрисиды постепенно потеряли своё влияние.